# Saint-Romans
Saint-Romans è un comune francese di 1 756 abitanti situato nel dipartimento dell'Isère della regione dell'Alvernia-Rodano-Alpi.

## Società

### Evoluzione demografica
Abitanti censiti

## Amministrazione

### Gemellaggi
- Roccasecca dei Volsci